# Черепаново (Чердынский район)
Черепаново — опустевшая деревня на межселенной территории Чердынского городского округа.

## Географическое положение
Деревня расположена на левом берегу реки Колва примерно на 130 километров по прямой на северо-восток от центра городского округа города Чердынь.

## Климат
Климат умеренно-континентальный с продолжительной холодной и снежной зимой и коротким летом. Снежный покров удерживается 170—190 дней. Средняя высота снежного покрова составляет более 70 см, в лесу около 1 метра. В лесу снег сохраняется до конца мая. Продолжительность безморозного периода примерно 110 дней.

## История
Деревня появилась на рубеже XVIII—XIX веков как одно из поселений старообрядцев беспоповского направления. Высказывалось предположение, что деревню основал некий Филимон Евстропиев, или Евстропа, так как первоначальное название деревни было Евстропина. В последние годы постоянные жители разъехались. В 2013 году в опустевшую деревню заселились сторонники мелкой секты тоталитарного характера бывшего священника Русской православной церкви Вениамина Филиппова (который называл себя иеромонахом Евстратием). В 2014 году, не дождавшись воскрешения Михаила Никитича Романова, дяди первого русского царя, умершего в Ныробе в 1602 году, сектанты разбрелись по миру.

## Население
Население деревни составляло 61 чел.(2002), все русские.
| 2010 | 2016 |
| ---- | ---- |
| 5    | ↘0   |